# Eden (distrikt)
Eden var mellan 1974 och 2023 ett distrikt i Storbritannien. Det låg i grevskapet Cumbria och riksdelen England, i den centrala delen av landet, 400 km nordväst om huvudstaden London. Distriktet hade 49 777 invånare.
Den 1 april 2023 blev det en del av den nya enhetskommunen Westmorland and Furness.

## Civil parishes
- Ainstable, Alston Moor, Appleby-in-Westmorland, Asby, Askham, Bampton, Barton and Pooley Bridge, Bolton, Brough, Brough Sowerby, Brougham, Castle Sowerby, Catterlen, Cliburn, Clifton, Colby, Crackenthorpe, Crosby Garrett, Crosby Ravensworth, Culgaith, Dacre, Dufton, Glassonby, Great Salkeld, Great Strickland, Greystoke, Hartley, Helbeck, Hesket, Hoff, Hunsonby, Hutton, Kaber, King's Meaburn, Kirkby Stephen, Kirkby Thore, Kirkoswald, Langwathby, Lazonby, Little Strickland, Long Marton, Lowther, Mallerstang, Martindale, Matterdale, Melmerby, Milburn, Morland, Mungrisdale, Murton, Great Musgrave, Nateby, Newbiggin, Newby, Ormside, Orton, Ousby, Patterdale, Penrith,[2] Ravenstonedale, Shap, Shap Rural, Skelton, Sleagill, Sockbridge and Tirril, Soulby, Stainmore, Tebay, Temple Sowerby, Threlkeld, Waitby, Warcop, Wharton, Winton, Yanwath and Eamont Bridge.[3]